# La Brèche (film)
Pour les articles homonymes, voir Brèche.
Pour plus de détails, voir Fiche technique et Distribution.
La Brèche est un film réalisé en 2007.

## Synopsis
À Saint-Louis, ville implantée au milieu du Delta du fleuve Sénégal, il est de coutume d’effectuer des offrandes aux génies aquatiques tutélaires à la naissance d’un enfant. C’est dire toute la force de la symbolique de l’eau dans l’imaginaire des populations qui consacrent rituels et cérémonies rythmant le quotidien de leur vie. Depuis le début des années 1980, l’aménagement d’infrastructures pour une plus grande maîtrise de l’eau met en péril le cadre écologique du delta. Et les populations vivent un grand désarroi, devant l’indifférence générale.

## Fiche technique
- Réalisation : Abdoul Aziz Cissé
- Production : Diwaan, Gsara, Media Centre Dakar
- Scénario : Abdoul Aziz Cissé
- Montage : Philippe Boucq
- Image : Ousseynou Ndiaye
- Son : Philippe Depierpont

## Récompenses
- Prix Walter Benjamin
- Festival International du Film de Quartier (Dakar, 2007)
- Rencontres Cinématographiques de Cerbère (2007)